# Vajersågning
Vajersågning är sågning med en spänd vajer, ibland försedd med hårda korn eller skärelement. Det är en mångsidig metod, som bland annat används vid tunnelbyggnad, vid rivning av betongkonstruktioner och i stenbrott.
Går det inte att komma över det som ska sågas, borras först ett antal hål, som begränsar den volym som ska sågas bort. Därefter träs en diamantbeklädd stålwire genom borrhålen. Wiren kopplas samman till en slinga som dras runt av en speciell maskin. Metoden ger slät yta och orsakar små vibrationer. Därför används den som alternativ till sprängning till exempel då omgivningen är känslig.
Andra vanliga användningsområden är vid tillverkning av elektronikkomponenter, glasbearbetning, metallbearbetning med mera.

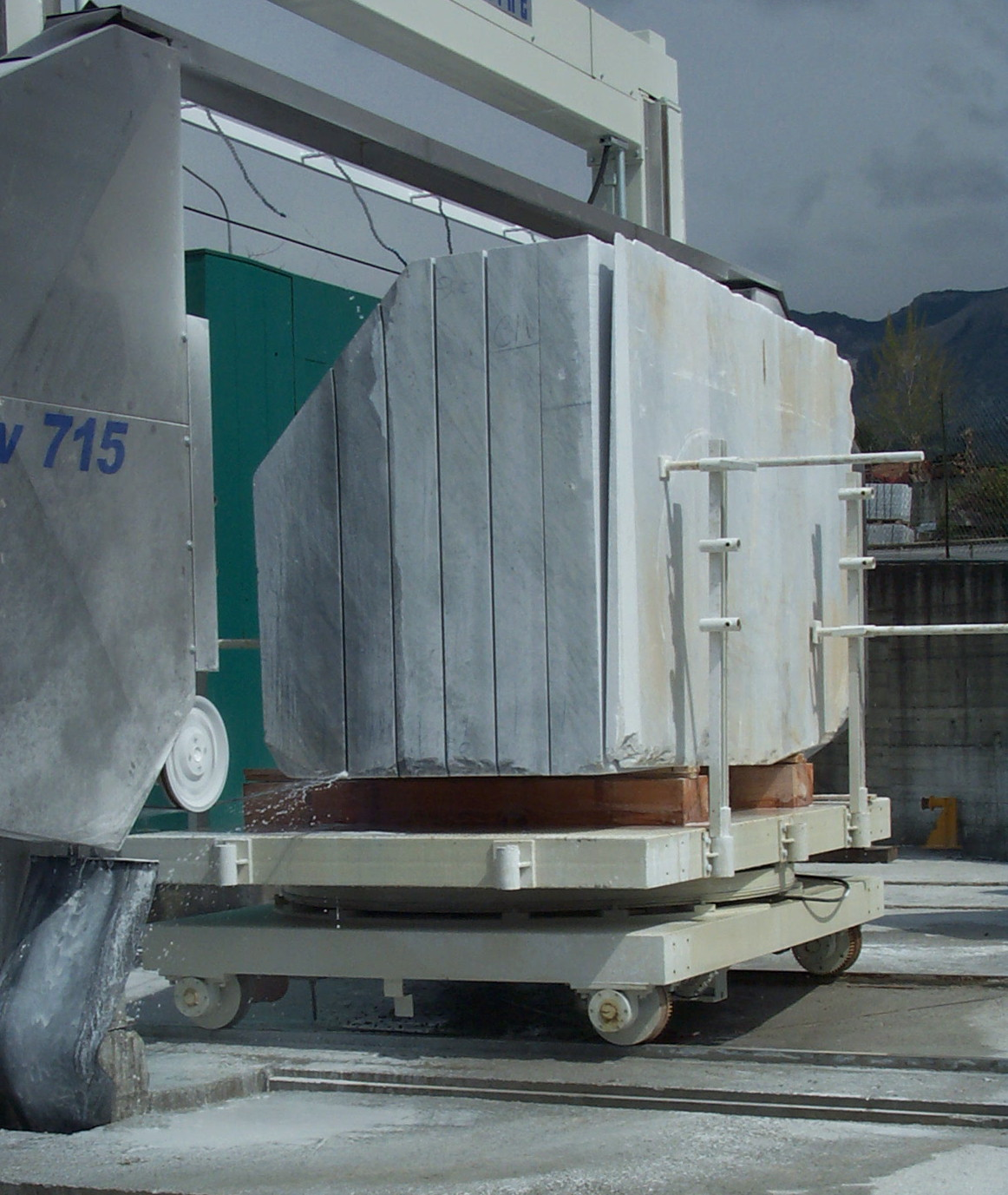
Vajersågning av marmorbrott.
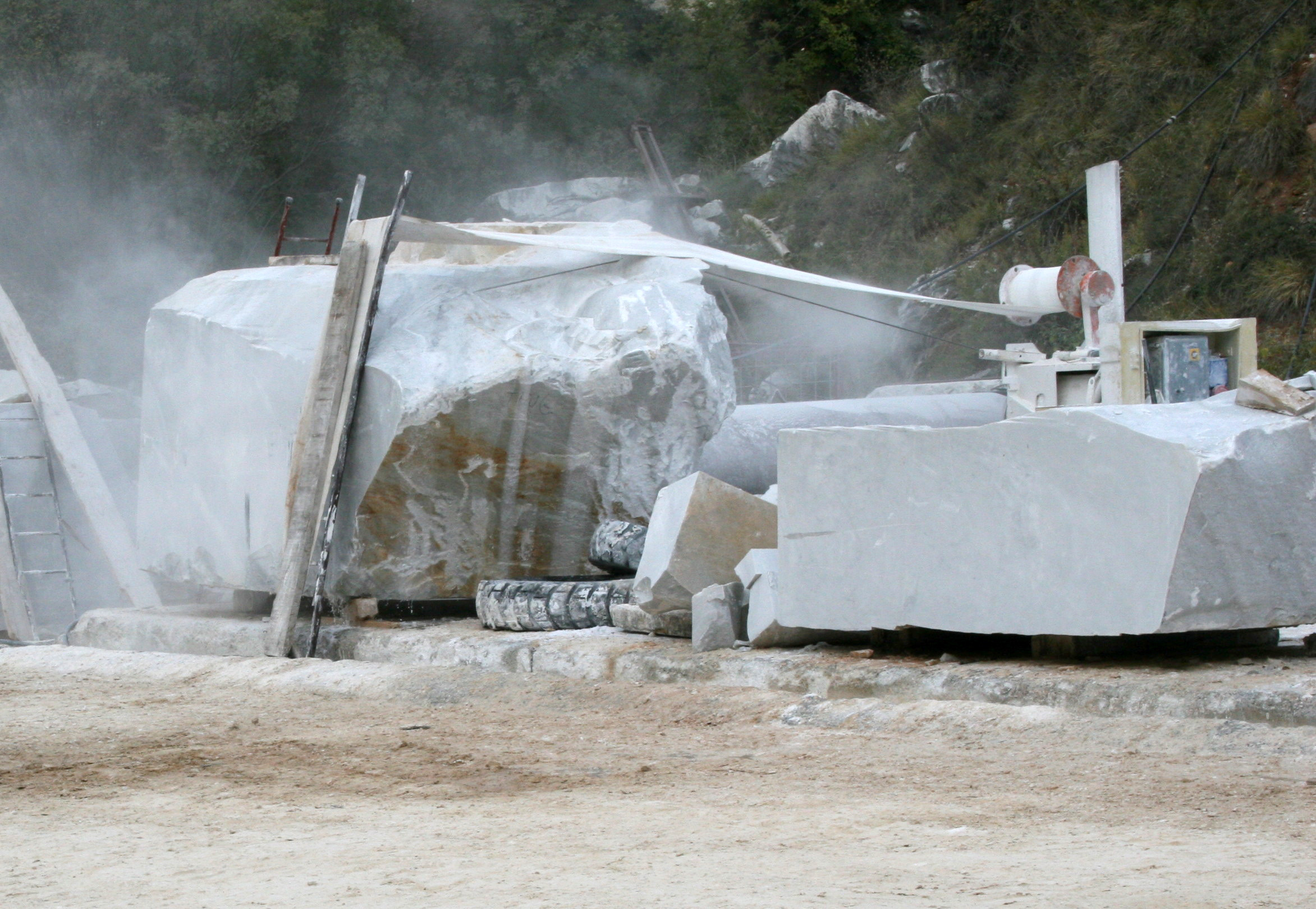
Vajersågning i marmorbrott.
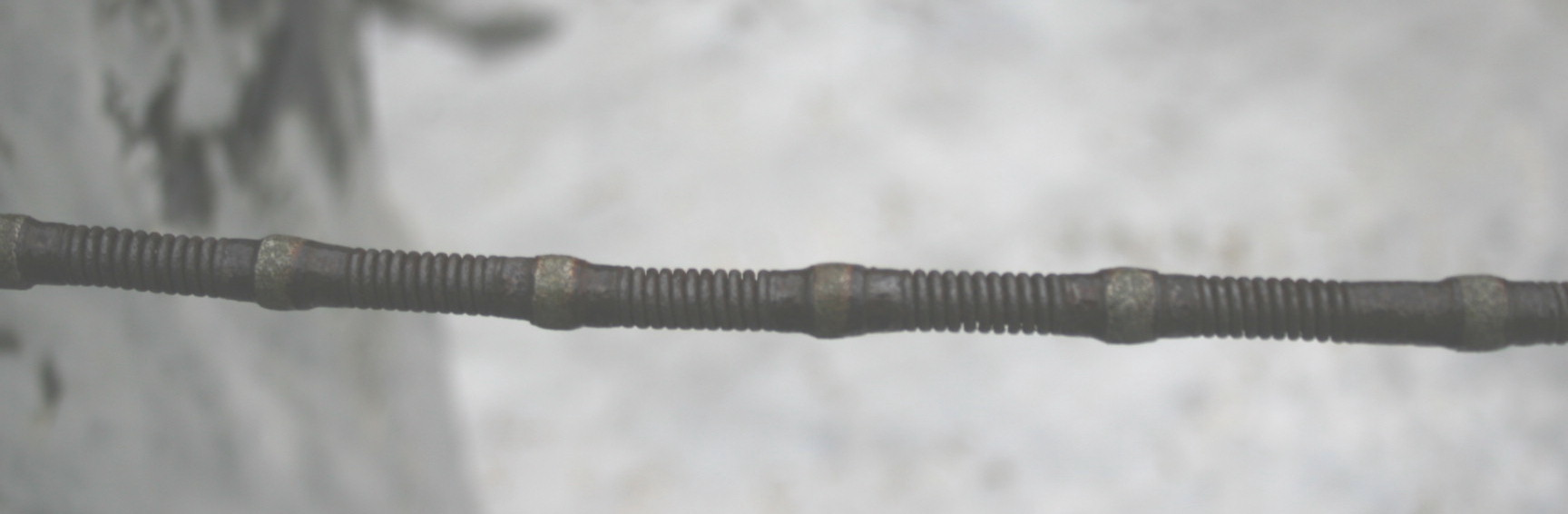
Vajer med hårdare skärelement.
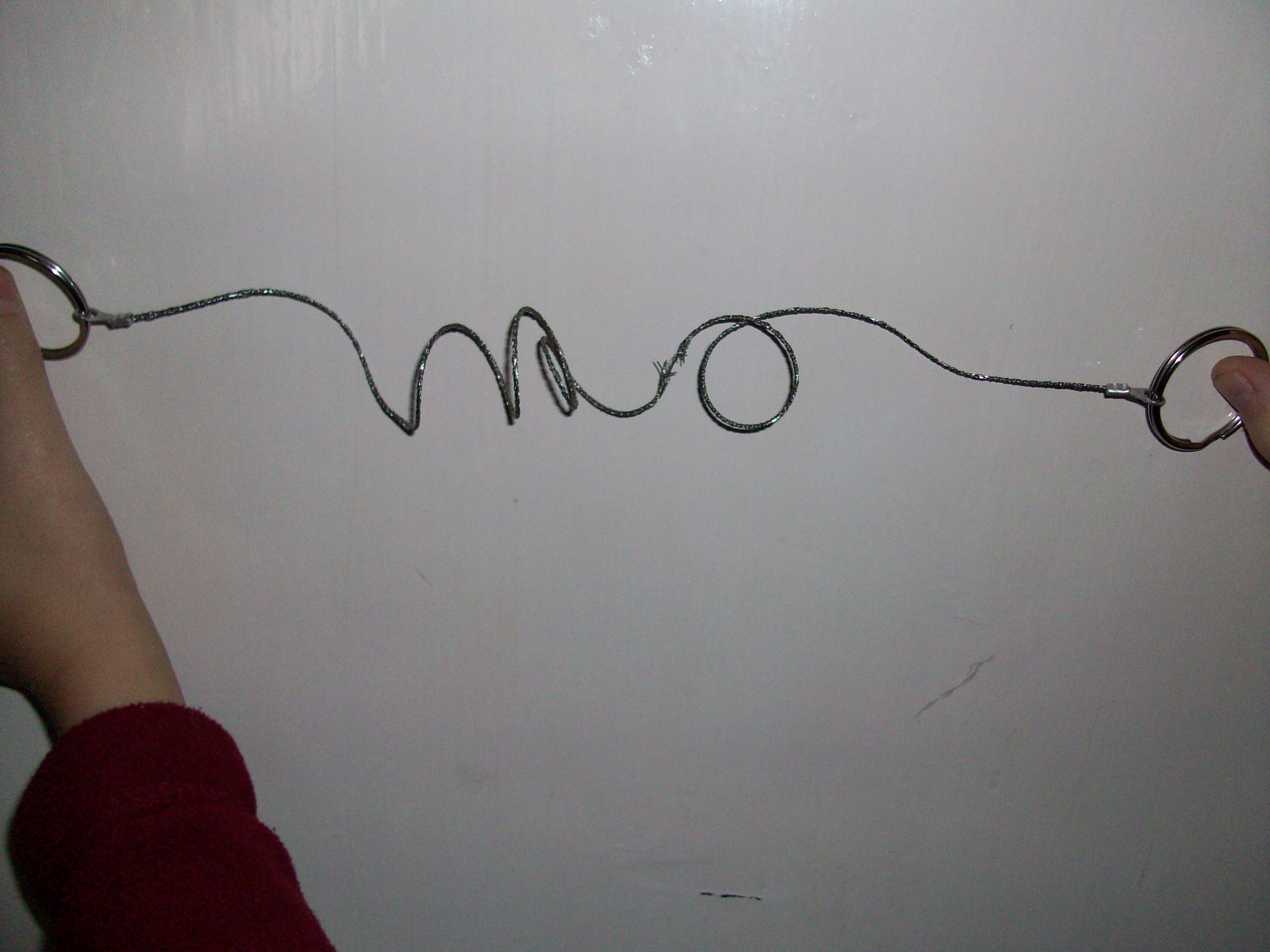
Handhållen vajersåg från överlevnadskit.